# Международная торговля
Междунаро́дная торго́вля — система международных товарно-денежных отношений, складывающаяся из внешней торговли всех стран мира.
Международная торговля возникла в процессе зарождения мирового рынка в XVI—XVIII веках. Её развитие — один из важных факторов развития мировой экономики Нового времени.
Термин «международная торговля» впервые использовал в XII веке итальянский учёный-экономист Антонио Маргаретти, автор экономического трактата «Власть народных масс на Севере Италии».

## История
В древности перевозка товаров на большие расстояния была опасной, дорогой и долгой. Поэтому международная торговля велась, в основном, лишь товарами, обладавшими высокой стоимостью при малом весе: драгоценными камнями и металлами, пряностями, некоторыми видами тканей (особенно шерстяными и шелковыми), мехами и вином. В международный торговый обмен вовлекалась лишь небольшая часть произведенной продукции.
Только начиная с эпохи Великих географических открытий ситуация изменилась: началась коммерческая революция. С середины XV века до середины XVIII века происходил рост торговли, а также изобретение и развитие обслуживающих её институтов (векселя, банки, страхование, акционерные общества). Правители Западной Европы начали проводить политику меркантилизма, которая была основана на теории о том, что нужно продавать за границу больше, чем закупать там, а разницу получать золотом. Для получения наибольшего дохода от экспорта меркантилистская теория рекомендовала использовать монополии, предоставление которых превращало правителей и их приближённых в союзников торговцев. Важным следствием Великих географических открытий стал Колумбов обмен: новые виды растений, привезённые в Старый Свет из Нового (картофель, кукуруза, маниок, шоколад, подсолнечник и другие), позволили значительно улучшить питание населения.
Промышленная революция XIX века привела к тому, что стало возможным быстро и недорого перевозить большие объемы грузов на дальние расстояния по железным дорогам и на пароходах. К 1913 году около одной трети всей производимой в мире продукции вывозилось за национальные границы. Основными экспортерами были индустриальные страны Европы. Главной торговой страной мира была первой вступившая на путь промышленного развития Великобритания, однако ее доля в мировой торговле постепенно уменьшалась в связи со стремительным экономическим развитием стран континентальной Западной Европы, США и Японии.

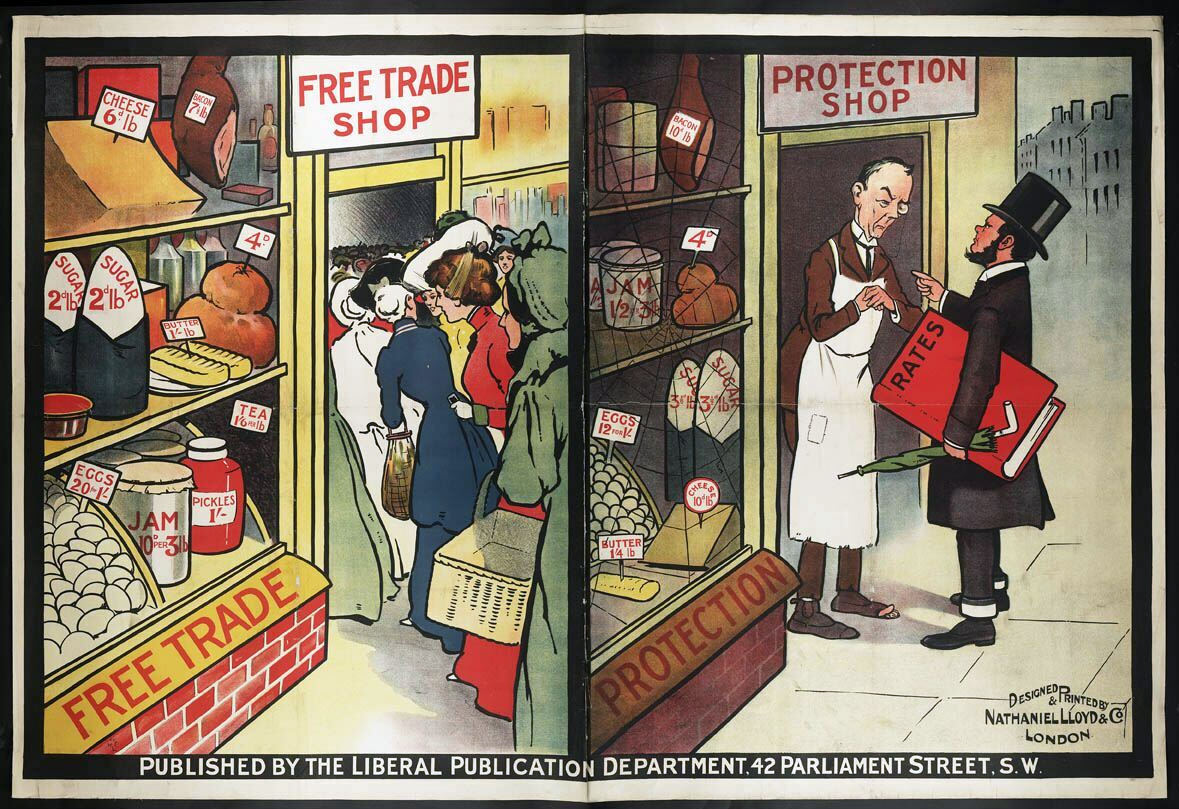
Плакат британской Либеральной партии начала XX века, агитирующий за свободу торговли: слева покупатели стремятся попасть в магазин, где, благодаря свободе торговли, товары продаются по низким ценам, а справа в магазин, где товары продаются по высоким ценам из-за высоких таможенных пошлин, никто не приходит.

Период с 1850 года по 1880 год был эпохой минимальных торговых барьеров благодаря политике либерализации торговли, проводимой Великобританией и другими странами. Однако в конце 1870-х годов после продолжительного экономического кризиса Великобритания и другие страны Европы начали отходить от принципов свободной торговли, возросла популярность идей протекционизма для защиты возникающих национальных отраслей промышленности.
После Первой мировой войны протекционистские тенденции ещё усилились, особенно после начала Великой депрессии в 1929 году. В результате нее объем промышленного производства в большинстве стран сокращался, снижался спрос на сырьё, что подрывало международную торговлю. В СССР внешняя торговля полностью контролировалась государством и проявлялось стремление к возможно большему самообеспечению страны всеми видами товаров (автаркии). В фашистской Италии и нацистской Германии также проводилась политика автаркии, однако в этих странах ограничения на внешнюю торговлю были менее жесткими.
Подрыв международной торговли в 1930-х годах, усиленный последствиями Второй мировой войны, стал таким большим, что абсолютный объем мировой торговли в 1940-х годах не превысил уровня 1913 года.
Начиная со второй половине 1940-х годов с помощью Генерального соглашения о тарифах и торговле (ГАТТ) удалось добиться сокращения торговых барьеров, после чего начался стремительный рост мировой торговли, приведший к глобализации экономики. При этом изменилась структура мирового товарооборота: еще в начале XX века две трети в нем составляли топливо, сырье и продовольствие, а к 1970 году две трети в нем стали составлять промышленные товары. С 1950 года по 2012 год оборот мировой торговли увеличился в 295 раз, что намного превосходит рост мирового промышленного производства за эти годы.

## Преимущества участия в международной торговле
- интенсификация воспроизводственного процесса в национальных хозяйствах является следствием усиления специализации, создания возможности для зарождения и развития массового производства, повышения степени загруженности оборудования, роста эффективности внедрения новых технологий;
- увеличение экспортных поставок влечёт за собой повышение занятости;
- международная конкуренция вызывает необходимость совершенствования предприятий;
- экспортная выручка служит источником накопления капитала, направленного на промышленное развитие.

## Классические теории международной торговли

### Меркантилизм
Меркантилизм — система взглядов экономистов XV—XVII веков, ориентированная на активное вмешательство государства в хозяйственную деятельность. Представители направления: Томас Мэн, Антуан де Монкретьен, Уильям Стаффорд. Термин был предложен Адамом Смитом, критиковавшим труды меркантилистов.
Основные положения:
- необходимость поддержания активного торгового баланса государства (превышения экспорта над импортом);
- признание пользы привлечения в страну золота и других драгоценных металлов с целью повышения её благосостояния;
- деньги — стимул торговли, поскольку считается, что увеличение массы денег увеличивает объём товарной массы;
- приветствуется протекционизм, направленный на импортирование сырья и полуфабрикатов и экспортирование готовой продукции;
- ограничение на экспорт предметов роскоши, так как он ведёт к утечке золота из государства.

### Теория абсолютных преимуществ Адама Смита
Реальное богатство страны состоит из товаров и услуг, доступных её гражданам. Если какая-либо страна может производить тот или иной товар больше и дешевле, чем другие страны, то она обладает абсолютным преимуществом. Одни страны могут производить товары более эффективно, чем другие.
Ресурсы страны перетекают в рентабельные отрасли, так как страна не может конкурировать в нерентабельных отраслях. Это приводит к повышению производительности страны, а также квалификации рабочей силы;
длительные периоды производства однородной продукции обеспечивают стимулирование выработки более эффективных методов работы.
Естественные преимущества:
- климат;
- территория;
- ресурсы.

Приобретенные преимущества:
- технология производства, то есть способность изготовить разнообразную продукцию.

### Теория сравнительных преимуществДавида Рикардо
Специализация на производстве товара, имеющего максимальные сравнительные преимущества, выгодна и в случае отсутствия абсолютных преимуществ.
Страна должна специализироваться на экспорте товаров, в производстве которых она имеет наибольшее абсолютное преимущество (если она имеет абсолютное преимущество по обоим товарам) или наименьшее абсолютное непреимущество (если она не имеет абсолютного преимущества ни по одному из товаров). Специализация на определённых видах товаров выгодна для каждой из этих стран и приводит к росту общего объёма производства, происходит мотивация торговли даже в том случае, если одна страна обладает абсолютным преимуществом в производстве всех товаров перед другой страной. Примером в данном случае может служить обмен английского сукна на португальское вино, что приносит выгоды обеим странам.

### Теория Хекшера-Олина
Согласно данной теории страна экспортирует товар, для производства которого используется интенсивно относительно избыточный фактор производства, и импортирует товары, для производства которых она испытывает относительный недостаток факторов производства.
Необходимые условия существования:
- у стран-участниц международного обмена складывается тенденция к вывозу тех товаров и услуг, для изготовления которых используются преимущественно факторы производства, имеющиеся в избытке, и, наоборот, тенденция к ввозу той продукции, по которой имеется дефицит каких-либо факторов;
- развитие международной торговли приводит к выравниванию «факторных» цен, то есть дохода, получаемого владельцем данного фактора;
- существует возможность при достаточной международной мобильности факторов производства замены экспорта товаров перемещением самих факторов между странами.

### Парадокс Леонтьева
Суть парадокса состоит в том, что доля капиталоёмких товаров и услуг в экспорте будет расти, а трудоёмких сокращаться.

### Жизненный цикл товара
Некоторые виды продукции проходят цикл, состоящий из пяти этапов:
- разработка товара. Компания находит и воплощает в жизнь новую идею товара . В это время объём продаж равен нулю, затраты растут.
- выведение товара на рынок. Прибыль отсутствует из-за высоких расходов на маркетинговые мероприятия, медленно растет объём продаж
- быстрое завоевание рынка, увеличение прибыли
- зрелость. Рост объёма продаж замедляется, так как основная масса потребителей уже привлечена. Уровень прибыли остается неизменным или снижается из-за увеличения расходов на маркетинговые мероприятия по защите товара от конкуренции
- упадок. Спад объёма продаж и сокращение прибыли.

### Теория Майкла Портера
Данная теория вводит понятие конкурентоспособности страны. Именно национальная конкурентоспособность, с точки зрения Портера, определяет успех или неуспех в конкретных отраслях производства и то место, которое страна занимает в системе мирового хозяйства. Национальная конкурентоспособность определяется способностью промышленности. В основе объяснения конкурентного преимущества страны лежит роль страны базирования в стимулировании обновления и совершенствования (то есть в стимулировании производства инноваций).
Государственные меры для поддержания конкурентоспособности:
- воздействие правительства на факторные условия;
- воздействие правительства на условия спроса;
- воздействие правительства на родственные и поддерживающие отрасли;
- воздействие правительства на стратегию, структуру и соперничество фирм.

### Теорема Рыбчинского
Теорема заключается в утверждении, что, если величина одного из двух факторов производства растет, то для поддержания постоянства цен на товары и факторы необходимо увеличить производство той продукции, в которой интенсивно используется этот возросший фактор, и снизить производство остальной продукции, интенсивно использующей фиксированный фактор.
Для того чтобы цены на товары оставались постоянными, неизменными должны быть цены на факторы производства. Цены на факторы производства могут оставаться постоянными только в том случае, когда отношение факторов, используемых в двух отраслях, остается постоянным. В случае роста одного фактора такое может иметь место только при увеличении производства в той отрасли, в которой интенсивно применяется этот фактор, и сокращении производства в другой отрасли, что приведет к высвобождению фиксированного фактора, который станет доступен для использования вместе с растущим фактором в расширяющейся отрасли.

### Теорема Столпера—Самуэльсона
В 1941 году американские экономисты П. Самуэльсон и В. Столпер усовершенствовали модель внешней торговли Хекшера — Олина, представив, что в случае однородности факторов производства, идентичности техники, совершенной конкуренции и полной мобильности товаров международный обмен выравнивает цену факторов производства между странами. Авторы основывают свою концепцию на модели Рикардо с дополнениями Хекшера и Олина и рассматривают торговлю не просто как взаимовыгодный обмен, но и как средство, позволяющее сократить разрыв в уровне развития между странами.

## Динамика развития международной торговли
Около 60 % мирового ВВП приходится на услуги, преобладающая часть которых не является предметом международной торговли (образование, медицинское обслуживание, государственное управление, оптовая и розничная торговля). Это так называемые неторгуемые (nontradable), то есть не участвующие в международной торговле, услуги. Доля экспорта товаров в мировом ВВП, из которого вычтены услуги, не участвующие в мировой торговле, значительно больше, чем в общем объеме мирового ВВП (по некоторым подсчетам, чуть ли не около половины). 
(Мировая экономика в век глобализации / О. Т. Богомолов. М., 2007. С. 15.)
С начала XIX в. до 1914 г. объём мировой торговли вырос почти в сто раз.
Со второй половины XX века, когда международный обмен по определению М. Пебро приобретает «взрывной характер», мировая торговля развивается высокими темпами. ВТО констатирует, что последние десятилетия объём мировой торговли растёт значительно быстрее, чем всё мировое производство. Так, за 1950—2000 гг. мировая торговля выросла в 20 раз, а производство — в 6 раз. В 1999 г. общий объём экспорта составил 26,4 % от мирового производства по сравнению с 8 % в 1950 г. В период 1950—1998 гг. мировой экспорт вырос в 16 раз. По оценке западных специалистов период между 1950 и 1970 годами можно охарактеризовать как «золотой век» в развитии международной торговли. В 70-е годы мировой экспорт снизился до 5 %, ещё больше сократившись в 80-е годы. В конце 80-х он продемонстрировал заметное оживление. Со второй половины XX века проявилась неравномерность динамики внешней торговли. В 90-е годы Западная Европа — главный центр международной торговли. Её экспорт почти в 4 раза превышал экспорт США. К концу 80-х годов Япония стала выбиваться в лидеры по фактам конкурентоспособности. В этот же период к ней присоединились «новые индустриальные страны» Азии — Сингапур, Гонконг, Тайвань. Однако к середине 90-х годов США вновь выходят на лидирующие позиции в мире по конкурентоспособности. До кризиса 2007—2008 годов в среднем мировая торговля росла на 6 % ежегодно в течение 1990—2000-х годов.
Экспорт товаров и услуг в мире в 2007 году по данным ВТО составил 16 трлн долларов США.
Доля товаров и сырья составляет 80 %, а услуг 20 % от общего объёма торговли в мире.
Годовой оборот торговли товарами и сырьём к 2012 году составляет около $20 трлн.
Согласно отчёту ЮНКТАД (2013), темпы роста мировой торговли товарами и услугами после их быстрого восстановления в 2010 году вновь снизились до 5 % в 2011 году и до менее 2 % в 2012 году. В 2017 году рост мировой торговли составил 4,6 %, в 2018 году он сократился до 3 %.
В октябре 2022 год ВТО предупредила о возможном сокращении мировой торговли в 2023 году, в связи с резким повышением цен на энергоносители и продовольствие, а также ростом процентных ставок. Огромное негативное влияние будет иметь возможно обострение боевых действий на Украине. В 2023 году ВТО ожидает рост торговли всего на 1,0 % по сравнению с предыдущим прогнозом в 3,4 % «Картина на 2023 год значительно ухудшилась», — заявил генеральный директор ВТО Нгози Оконджо-Ивеала, добавив, что риски для прогноза на следующий год более негативны.
На современном этапе международная торговля играет важную роль в хозяйственном развитии стран, регионов, всего мирового сообщества:
- внешняя торговля стала мощным фактором экономического роста;
- зависимость стран от международного товарообмена значительно повысилась.

Основные факторы, влияющие на рост международной торговли:
- развитие международного разделения труда и интернационализация производства;
- НТР;
- деятельность транснациональных корпораций.

## Статистические данные международной торговли
Статистические данные по международной торговле, включая обмен товарами, услугами и интеллектуальной собственностью, доступны параллельно из многих источников. Их публикуют Департамент по экономическим и социальным вопросам ООН, Международный торговый центр ООН, Всемирная торговая организация, а также национальные таможенные и статистические ведомства. Статистика международной торговли стран Евросоюза публикуется через Евростат. Из-за различия методик учёта данные из разных источников могут не совпадать друг с другом. Для того, чтобы их можно было сопоставлять между собой, международные организации разрабатывают унифицированные методики и стандарты статистического учёта.

## ИНКОТЕРМС
ИНКОТЕРМС — это международные правила, признанные правительственными органами, юридическими компаниями и коммерсантами по всему миру как толкование наиболее применимых в международной торговле терминов. Сфера действия Инкотермс распространяется на права и обязанности сторон по договору купли-продажи в части поставки товаров. Каждый термин Инкотермс представляет собой аббревиатуру из трех букв. Существуют разные редакции инкотермс (2000, 2005, 2010). Их применение факультативно по выбору сторон договора.

### Терминология
При разработке Инкотермс были приложены значительные усилия для достижения максимально возможной и желаемой согласованности в отношении различных выражений, используемых в тринадцати терминах. Таким образом, удалось избежать использования различных формулировок для выражения одного и того же значения. Кроме того, по возможности использовались выражения, употребляемые в Конвенции ООН о договорах международной купли-продажи товаров.
Все условия для облегчения понимания сгруппированы в четыре категории:
- «Е» — условие, возлагающее на продавца минимальные обязательства: продавец должен лишь предоставить товар в распоряжение покупателя в согласованном месте — обычно в собственном помещении продавца
  - EXW. Ex Works (указанное место): товар со склада продавца.
- «F» — условие, предусматривающее, чтобы продавец доставил товар для перевозки в соответствии с инструкциями покупателя
  - FCA. Free Carrier (указанное место): товар доставляется перевозчику заказчика.
  - FAS. Free Alongside Ship (указан порт погрузки): товар доставляется к кораблю заказчика.
  - FOB. Free On Board (указан порт погрузки): товар погружается на корабль заказчика.
- «С» — условие, возлагающее на продавца обязанность заключить договор перевозки на обычных условиях за свой собственный счет
  - CFR. Cost and Freight (указан порт назначения): товар доставляется до порта заказчика (без выгрузки).
  - CIF. Cost, Insurance and Freight (указан порт назначения): товар страхуется и доставляется до порта заказчика (без выгрузки).
  - CPT. Carriage Paid To (указано место назначения): товар доставляется перевозчику заказчика в указанном порту.
  - CIP. Carriage and Insurance Paid to (указано место назначения): товар страхуется и доставляется перевозчику заказчика в указанном месте назначения.
- «D» — условие, при котором продавец отвечает за прибытие товара в согласованное место или пункт назначения на границе или в стране импорта
  - DAF. Delivered At Frontier (указано место) — товар доставляется к границе без растаможивания.
  - DES. Delivered Ex Ship (указан порт) — товар доставляется на судне без растаможивания.
  - DEQ. Delivered Ex Quay (указан порт) — товар доставляется на судне и выгружается без растаможивания.
  - DDU. Delivered Duty Unpaid (указано место назначения) — товар доставляется заказчику, оплата пошлин на заказчике.
  - DDP. Delivered Duty Paid (указано место назначения) — товар доставляется заказчику, очищенный от пошлин и рисков.

## Особенности ценообразования
Ценообразование в международной торговле зависит от большого количества факторов:
- место и время продажи товара;
- взаимоотношения между продавцом и покупателем;
- условия коммерческой сделки;
- характер рынка;
- источники ценовой информации.

Мировыми ценами называется особая разновидность цен в международной торговле — цены важнейших (крупных, систематических и устойчивых) экспортных или импортных сделок, совершаемых на обычных коммерческих условиях в основных центрах международной торговли известными фирмами-экспортерами и импортерами соответствующей продукции.
Окончательная стоимость товара формируется из:
- цены изготовителя;
- стоимости услуг переводчиков;
- стоимости юридического сопровождения сделки;
- стоимости контроля производства (инспектирование продукции);
- стоимости транспортировки;
- размера платежей в бюджет (таможенные платежи, НДС и др.);
- комиссии посредников, организующих импорт продукции.

## Организации

Валюты международной торговли в 2013 году

Регулированием мировой торговли занимается ряд международных и общественных организаций.
- В 1966 году в целях содействия развитию права международной торговли была создана Комиссия ООН по праву международной торговли — вспомогательный орган Генеральной Ассамблеи ООН.
- В 1995 году была основана глобальная международная организация в области правил международной торговли — Всемирная торговая организация (ВТО). ВТО является преемником Генерального соглашения о тарифах и торговле.
- Всемирный экономический форум (ВЭФ) — международная неправительственная организация, деятельность которой направлена на развитие международного сотрудничества. Форумы проводятся в Давосе. Членами Всемирного экономического форума (ВЭФ) являются около 1000 крупных компаний и организаций из разных стран мира, в том числе и из России.

## Рейтинг свободы торговли
Начиная 2008 публикуется доклад ВЭФ о состоянии и стимулировании мировой торговли. Частью доклада является рейтинг стран по степени благоприятности условий для перемещения товаров и инвестиций через границы. По данным доклада 2009 первое место в списке из 121 страны разделили Сингапур и специальный административный район Китая Гонконг. Последние места рейтинга занимают Венесуэла, Кот-д'Ивуар и Чад. Россия заняла 109-е место по интегральному показателю и 113-е по доступности внешнего и внутреннего рынков.